# LOVE ALL
"LOVE ALL"은 대한민국의 가수 조유리가 2023년 8월 9일 웨이크원을 통해 발매하는 의 두 번째 EP다. 지니뮤직과 스톤뮤직에 의해 유통되었다. 타이틀 곡인 'TA𝕏I'를 포함한 5개의 곡이 수록되어 있다.

## 배경
2022년 6월 발매한 EP "Op.22 Y-Waltz : in Major"와 그 해 10월에 발매한 싱글 "Op.22 Y-Waltz : in Minor" 등 〈조유리 2022 무곡집 시리즈〉를 통해 조유리의 음악 세계와 강점을 부각하기 위하여 노력했다. 이후 사운드트랙과 헌정 및 커버 음반을 발매하던 조유리가 약 10개월 만에 발매하는 음반이다. 레이블 웨이크원은 "LOVE ALL"에 대하여, "사랑을 시작하는 순간"부터 이후 "모든 순간"까지의 사랑의 과정에 대한 조유리의 가치관을 엿볼 수 있다고 설명한다.

## 녹음 및 제작
타이틀 곡 'TAXI'를 작사한 황유빈은 대한민국의 작곡가 겸 작사가로서, 조유리의 첫 번째 싱글 "GLASSY"의 동명의 타이틀 곡 'GLASSY', 동일 레이블에 소속된 케플러의 데뷔 EP "FIRST IMPACT"의 타이틀 곡 'WA DA DA'를 작사한 이력이 있다. 작곡에 참여한 Ludwig Lindell은 스웨덴의 작곡가이자 프로듀서로서, 대한민국 걸 그룹 ITZY의 첫 번째 EP "IT'z ICY"의 'ICY'를 작곡한 바 있다.
두 번째 수록곡인 'Lemon Black Tea'의 작사를 대한민국의 밴드 DAY6의 보컬 겸 연주자 Young K가 맡았다. 작곡에 싱어송라이터 폴카이트와 음악 듀오 마틴 스미스의 싱어송라이터 정혁이 참여한 것으로 알려졌다. 이어 지난 2022년 발매된 조유리의 싱글 "Op.22 Y-Waltz : in Minor"의 타이틀 곡 'Loveable'을 작곡한 앨리나 스미스가 세 번째 수록곡인 'Lemon Black Tea'의 작곡에 이어서 참여했다. 또한 대한민국의 작곡가 라이언 전이 네 번째 수록곡 'Hang On'의 작곡에 참여한 것으로 알려져 있다.

## 발매 과정
2023년 7월 4일, 일부 언론사 취재를 통해 조유리의 8월 음반 발매가 유력하다는 보도를 통해 최초로 알려졌다. 7월 25알, 소속사 웨이크원은 음반의 티저 포스터를 공개하며 두 번째 EP임과, 음반 이름이 "LOVE ALL" 이라는 것, 타이틀 곡이 'TAXI' 임을 발표했다. 이어 26일부터 29일까지 콘셉트 사진이 하나씩 공개되었다. 8월 5일, 음원의 일부가 유튜브를 통해 공개되었고, 8월 9일 전 세계 음악 스트리밍 서비스를 통해 디지털 음반을 발매하고, 대한민국에 EP 실물을 발매하였다.

### 발매일
| 국가     | 날짜           | 레이블   | 포맷                | 카탈로그  | 비고            |
| -------- | -------------- | -------- | ------------------- | --------- | --------------- |
| 대한민국 | 2022년 6월 2일 | 웨이크원 | CD, 디지털 다운로드 | CMAC11910 | PUSH & PULL 2종 |
| 대한민국 | 2022년 6월 2일 | 웨이크원 | CD, 디지털 다운로드 | CMAC11911 | Jewel 1종       |
| 세계     | 2022년 6월 2일 | 웨이크원 | 디지털 다운로드     | ―         |                 |

## 수록곡
| #            | 제목                | 작사         | 작곡                                                                       | 편곡  | 재생 시간 |
| ------------ | ------------------- | ------------ | -------------------------------------------------------------------------- | ----- | --------- |
| 1.           | 〈TAXI〉            | 황유빈       | Ludwig Lindell, Paulina "PAU" Cerrilla, Chris Meyer                        | 2:48  |           |
| 2.           | 〈Lemon Black Tea〉 | Young K      | 폴카이트, 정혁                                                             | 2:42  |           |
| 3.           | 〈Bitter Taste〉    | SNNNY        | 앨리나 스미스, Annalise Morelli, Jordyn Kane                               | 2:48  |           |
| 4.           | 〈Hang On〉         | 정윤         | 라이언 전, 토마스 에릭슨, Marlene Strand, Geoffrey Patrick Earley, 지 닐슨 | 3:06  |           |
| 5.           | 〈멍〉              | 헨           | 헨                                                                         | 2:44  |           |
| 총 재생 시간 | 총 재생 시간        | 총 재생 시간 | 총 재생 시간                                                               | 14:10 |           |